# Seven Bridges
Seven Bridges ist ein Jazzalbum von Charles Rumback. Die in den späten 2010er-Jahren im HFT Studio in Chicago entstandenen Aufnahmen erschienen 2021 auf Astral Spirits.

## Hintergrund
Der Multiinstrumentalist Charles Rumback aus Chicago arbeitete insgesamt fünf Jahre lang mit einer langen Liste von Kollegen an dem Album, darunter der Keyboarder Jim Baker, Altsaxophonist Greg Ward, der Kornettist Ron Miles, ferner mit dem Live-Elektroniker und Toningenieur Jon Hughes und einer Reihe von Sängern und Instrumentalisten, deren Hintergründe die Skala von Singer-Songwriter, Pop bis hin zu freier Improvisation umfassen, notierte Bill Meyer.

## Titelliste
- Charles Rumback: Seven Bridges

1. Whatever It Takes 1:17
2. Fall Dog Bombs the Moon 4:06
3. Hometown Heroes 2:57
4. K10 7:13
5. Fast Shadows 8:18
6. Three Ruminations 5:39
7. Harlequin Blues 4:22
8. Reno County 7:27
9. Regina 3:12
10. K61 3:25
11. Storybook Skyline 7:25 (Bonus Track)

Die Kompositionen stammen von Charles Rumback.

## Rezeption

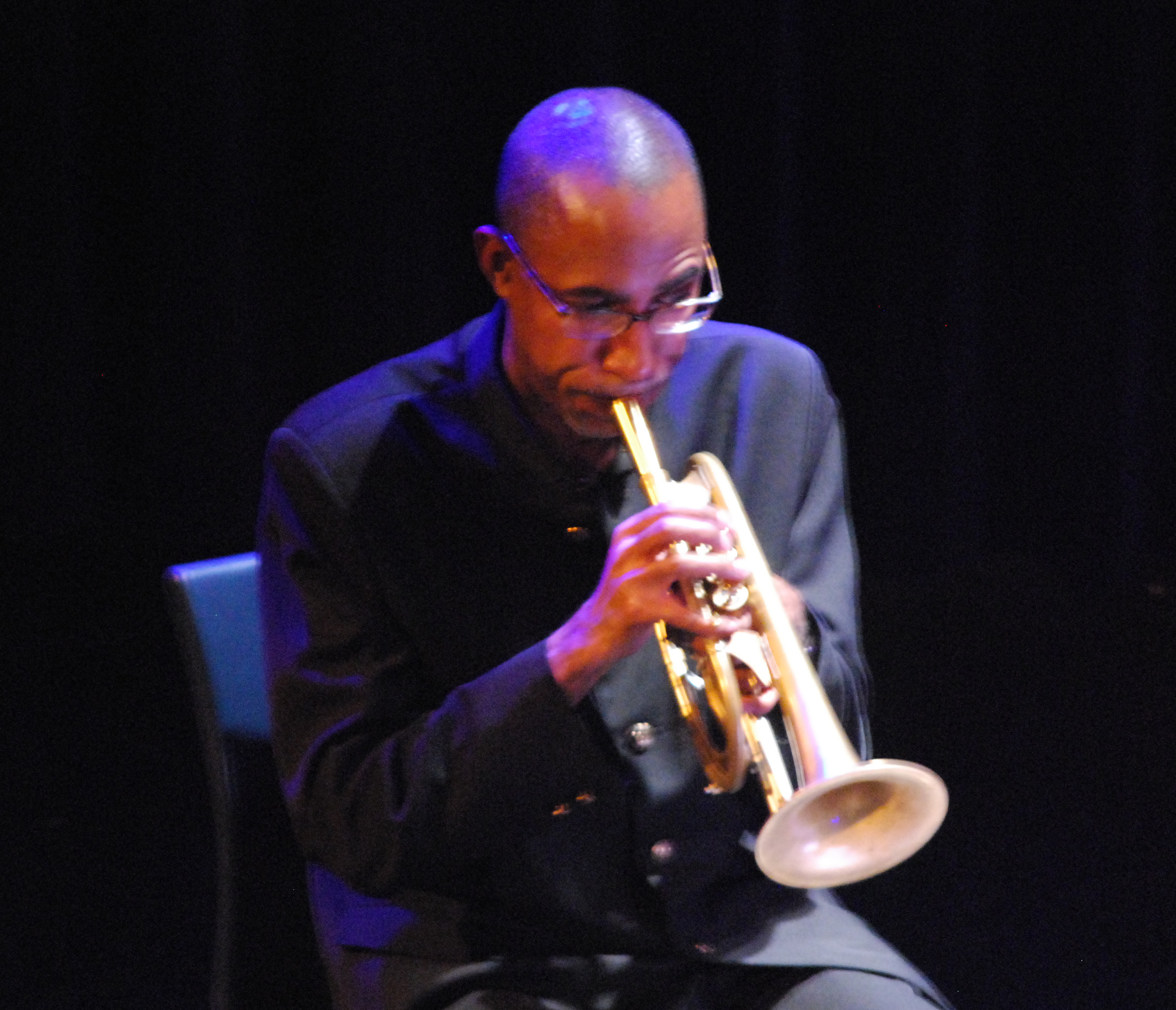
Ron Miles (2009)

Jeff Terich zählte das Album im Treble Zine zu den 20 besten Neuveröffentlichungen des Jahres 2021 und schrieb, Charles Rumbacks Werk sei sowohl umfangreich als auch weitläufig. Auch wenn man in Seven Bridges Rumback in Anwesenheit einer langen Liste von Mitarbeitern finde, mute die Musik oft gedämpft und atmosphärisch an, statt dass etwa bombastischste Darbietungen abgeliefert werden. Dies sei vielmehr eine besonders stimmungsvolle Art von Jazz, dunstig anmutend und mit Obertönen ausgefüllt, die „eine Stimmung im negativen Raum“ erforsche und die faszinierenden Details darin finde. Im Laufe ihrer Arbeit scheinen Rumback und seine Kohorten diese Zeit der Gestaltung von Performances gewidmet zu haben, die sich weiträumig und ungezwungen anfühlen. Der Trompeter Ron Miles, die Geigerin Macie Stewart, der Altsaxophonist Greg Ward und der Bassklarinettist Jason Stein tauschen nicht so sehr Soli als Geflechtlinien aus, während sie über dem mühelosen Fluss schweben, der von Rumback und den Bassisten Tate und Macri erzeugt wird, während elektronische Klänge von Hughes und Baker „an der Peripherie der Musik wie ein Hitzeblitz flackern“ würden.
Nach Ansicht von Bill Meyer (Chicago Reader) sei es die Aufgabe des Schlagzeugers, dass alle anderen in der Band gut klingen, und Charles Rumback mache das sehr gut. Er sei ähnlich vielseitig in den Combos, die er leitet oder deren Co-Leader er ist, aber diese Projekte konzentrieren sich tendenziell immer nur auf eine Facette seiner Talente. Stirrup mit dem Cellisten Fred Lonberg-Holm und dem Bassisten Nick Macri schwelge in raueren, verzerrteren Texturen; und sein Akustik-Trio mit dem Pianisten Jim Baker und dem Bassisten John Tate erforsche wiederum swingende Introspektion. Rumbacks eigenes Album Seven Bridges hingegen vereine all diese Elemente.